# جينيفر غودين
جينيفر ميشيل غودين (بالإنجليزية: Ginnifer Goodwin)‏ ممثلة أمريكية من مواليد 22 مايو 1978 في مدينة ميمفيس بولاية تينيسي، اشتهرت بدور مارغين هيفمان في المسلسل الدرامي حب كبير (2006-2011)، والمسلسل الخيالي كان ياما كان بدور سنو وايت (2011-الآن). كما جسدت دور جودي هوبز في فيلم ديزني للرسوم المتحركة زوتوبيا. وظهرت في أفلام مختلفة مثل: ابتسامة الموناليزا، شيء مقترض، السير على الخط، قتل كينيدي، وهو ليس معجبا بك فحسب.

## روابط خارجية
- جينيفر غودين على موقع IMDb (الإنجليزية)
- جينيفر غودين على موقع ميتاكريتيك (الإنجليزية)
- جينيفر غودين على موقع روتن توميتوز (الإنجليزية)
- جينيفر غودين على موقع ألو سيني (الفرنسية)
- جينيفر غودين على موقع ميوزك برينز (الإنجليزية)
- جينيفر غودين على موقع تيرنر كلاسيك موفيز (الإنجليزية)
- جينيفر غودين على موقع أول موفي (الإنجليزية)
- جينيفر غودين على موقع بوكس أوفيس موجو (الإنجليزية)
- جينيفر غودين على موقع قاعدة بيانات الأفلام السويدية (السويدية)
- جينيفر غودين على موقع إن إن دي بي (الإنجليزية)